# Брикульс, Пётр Викентьевич
Пётр Вике́нтьевич Бри́кульс (1898, дер. Медынские, Режицкий уезд, Витебская губерния — 1 апреля 1946) — деятель ВКП(б), 2-й секретарь Актюбинского обкома партии. Входил в состав особой тройки НКВД СССР.

## Биография
Пётр Викентьевич Брикульс родился в 1898 году в деревне Медынские Режицкого уезда Витебской губернии. Образование среднее. Член ВКП(б) с февраля 1917 года. Делегат от Казахстана на XVII съезде коммунистической партии, так называемом «Съезде победителей».
С ноября 1936 года по октябрь 1937 года являлся 2-м секретарём Актюбинского обкома партии. Этот период отмечен вхождением в состав особой тройки, созданной по приказу НКВД СССР от 30.07.1937 № 00447 и активным участием в сталинских репрессиях.
В октябре 1937 года Пётр Брикульс переведён в Алма-Ату для работы в качестве заместителя заведующего промышленно-транспортным отделом ЦК КП(б) Казахской ССР.
Арестован УГБ УНКВД КССР по Алма-Атинской области 22 мая 1938 г. Приговорён выездной сессией ВКВС СССР 8 июля 1941 года к 8 годам ИТЛ по ст.58-1-а, 58-7, 58-8, 58-11 УК РСФСР как участник право-троцкистской организации.
Отбывал наказание в Вятском ИТЛ. Умер в заключении 1 апреля 1946 года. 
Реабилитирован 7 марта 1956 года по отсутствии состава преступления.